# Tonaliteta
Tonaliteta je skupnost vseh karakteristik, ki povezujejo niz tonov ali akordov neke tonalne kompozicije okrog tonike, tj. okrog središča tonalitete. Tonaliteta je prvenstveno harmonski funkcijski sistem, ki je osnova za harmonsko izgradnjo glasbene kompozicije ali njenih posameznih delov. Izraz je prvi vpeljal belgijski skladatelj in muzikolog François-Joseph Fétis (1784—1871), o toniki kot  »harmonskem centru« pa je razpravljal že Jean-Philippe Rameau. Največja tonalna organiziranost se kaže v skladbah dunajskih klasikov Haydna, Mozarta in Beethovna. Najpomembnejše funkcije, ki definirajo organiziranost glasbenega dela v kontekst neke tonalitete, so tonika (T), dominanta (D) in subdominanta (S), ki so I., V. in IV. stopnja tonaliteti pripadajoče lestvice. Ime posamezne tonalitete se nanaša na toniko oz. na I. stopnjo pripadajoče lestvice. 
Glede na pojem tonalnosti v praksi pojmujemo dve vrsti tonalitet:
- dur, s stopnjami, ki odgovarjajo tonskemu zaporedju durove lestvice.

V tonalnih skladbah so na začetku notnega črtovja predpisani predznaki alteriranih tonov te lestvice, npr. G dur: g-a-h-c-d-e-fis-(g), standardno je torej G-dur označen z enim višajem, ki sledi notacijskemu ključu. Enaka označba velja tudi za vzporedno molovo tonaliteto (katere tonika je od durove oddaljena za interval male terce navzdol).
- mol, s stopnjami, ki ustrezajo tonskemu zaporedju naravne molove lestvice (lahko pa vključuje tudi lastnosti harmonične in melodične molove lestvice).